# HMAS Manoora (1935)
Pour les autres navires du même nom, voir HMAS Manoora.
Le HMAS Manoora est un paquebot construit pour l'Adelaide Steamship Company par les chantiers Alex Stephen and Son à Govan en Écosse en juillet 1934. Il est lancé le 25 octobre 1935.
Il rentre en service sur l'axe Cairns—Fremantle mais est réquisitionné par la Royal Australian Navy (RAN) le 11 octobre 1939. Le Manoora est transformé en croiseur auxiliaire et armé au sein de la RAN le 12 décembre 1939.
Le 30 septembre 1942, le Manoora est renvoyé à Sydney et est transformé en embarcation de débarquement. Le changement est complété le 2 février 1943.
Il cesse ses activités le 6 décembre 1947 et est retourné à ses propriétaires le 31 août 1949. Il est vendu à un armateur australien en 1961 et rebaptisé Albulombo. Il navigue en 1969 pour une compagnie indonésienne, et finalement vendu à une compagnie japonaise et envoyé à la ferraille en 1972.